# Soylent (voedselvervanger)

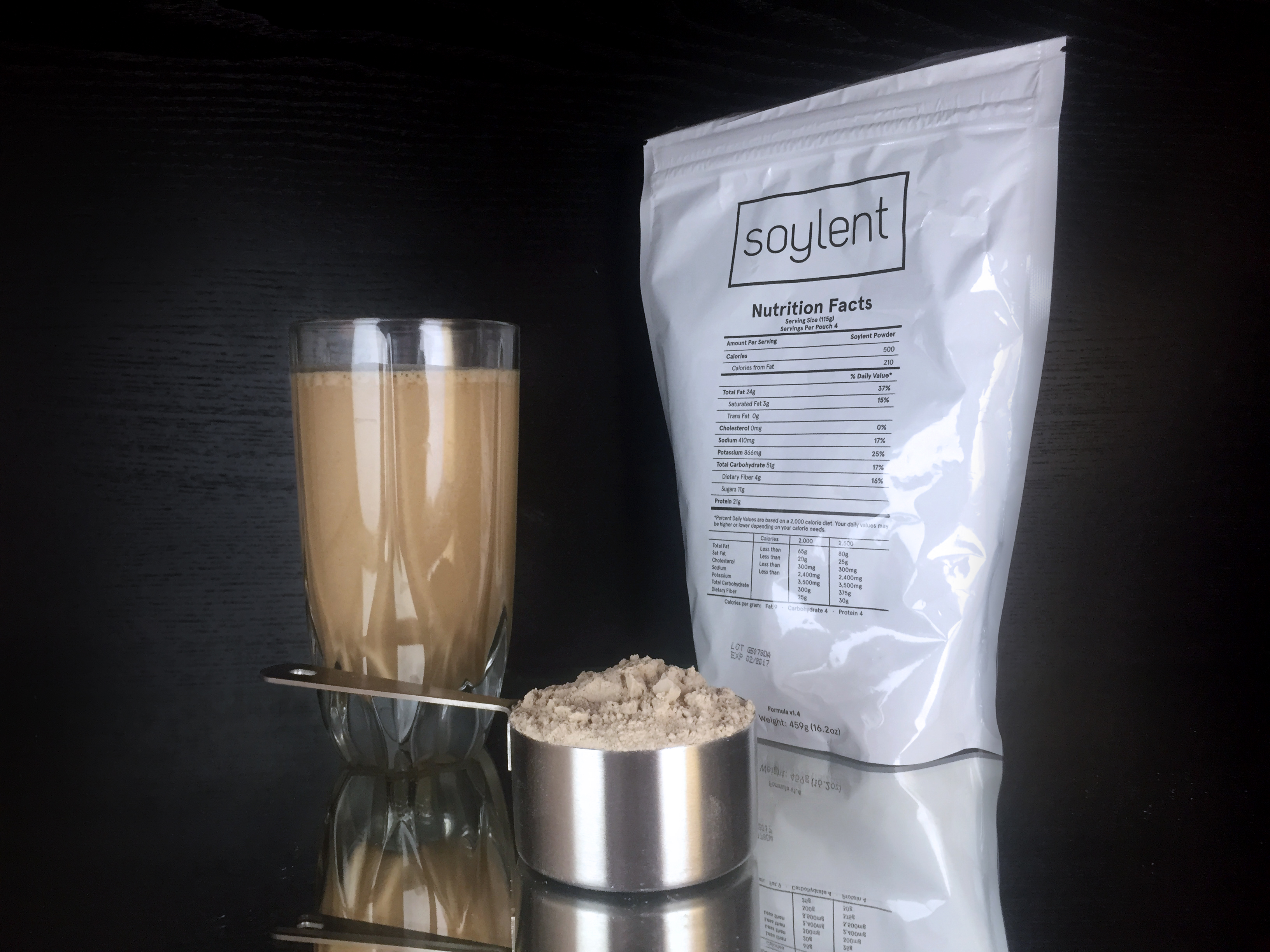
Soylent

Soylent is een open source voedselvervanger bedoeld om te voldoen aan alle dagelijkse voedingsbehoeften van een menselijk lichaam. Het is voornamelijk gemaakt van maltodextrine, rijstproteïnen, haverbloem, koolzaadolie, visolie en essentiële vitaminen.
Soylent is gemaakt door software-ontwikkelaar Rob Rhinehart; het is bedoeld om een menselijk lichaam van alle nutritionele behoeften te voorzien zonder tijd, geld of moeite te spenderen aan het bereiden ervan. Na het onderzoeken van nutritionele vereisten ontwikkelde Rhinehart de formule door het op zichzelf uit te proberen, gebaseerd op eigen onderzoek online, in boeken en in wetenschappelijke publicaties. Rhinehart noemde het naar het fictieve voedsel van de sciencefictionroman Make Room! Make Room! uit 1966, verder gepopulariseerd in de film Soylent Green uit 1973.
Een commerciële versie van Soylent is gemaakt met behulp van een crowdfundingcampagne en durfkapitaal waarin meer dan US$3.500.000 is opgehaald.  Het geld financierde verder onderzoek en aanpassingen aan de formule. De eerste bestellingen van Soylent werden in Amerika verzonden in de eerste week van mei 2014.

## Ontwikkelproces en gezondheidsoverwegingen

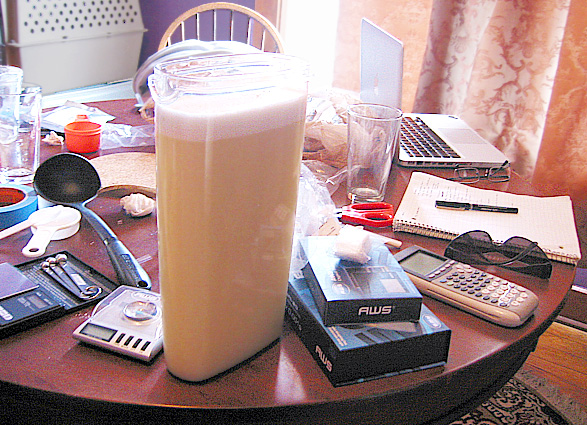
Een zelfgemaakte partij Soylent, direct na bereiding

Sinds mei 2014 is Soylent getest door Rhinehart zelf en een aantal vrijwilligers, evenals individuen die de substantie zelf thuis nagemaakt hebben. Aanpassingen aan de ingrediëntenlijst hebben plaatsgevonden na testresultaten, bijvoorbeeld: de eerste versie van de formulie bevatte geen ijzer, waardoor Rhinehart merkte dat zijn hart sneller begon te kloppen dan normaal. In andere vroege experimenten bleek een bewust toegevoegde overdosis van kalium en magnesium hartkloppingen en een brandend gevoel op te leveren bij Rhinehart. Toen het recept stabiliseerde merkte Rinehart dat hij pijn in gewrichten kreeg door een tekort aan zwavel. Dimethylsulfon is daarop toegevoegd om dit probleem te verhelpen.
De fundamentele basis van de aannamen gemaakt door Soylent zijn betwist met de focus op het feit dat, omdat vertering een complex fenomeen is en er geen simpel en direct verband is tussen de inname en opname van voedingsstoffen, veel factoren bijdragen aan het opnemen van voedingsstoffen in het lichaam.
Met betrekking tot de geschiktheid van het product voor massaconsumptie, zelfgemaakte Soylent is gemaakt zonder enige regulatie of fijnafstemming zoals wel het geval is bij medische voeding.
Daarentegen gebruikt Soylent, het commerciële product gemaakt door het bedrijf Soylent, enkel producten die algemeen als veilig worden beschouwd door de Amerikaanse Food and Drug Administration (voedsel- en medicijn-autoriteit).

## Kosten
In september 2013 zei Rhinehart dat hij de prijs van Soylent graag omlaag wil brengen tot US$5 per dag. In april 2013 zei Rhinehart dat hij zelf momenteel US$154.62 per maand spendeert aan Soylent wat een voedingswaarde oplevert van 2600kcal per dag terwijl medische voeding zoals Jevity US$456 per maand zou kosten voor 2000kcal. Ter vergelijk, een gezin van vier personen in de Verenigde Staten koopt voor ongeveer US$584 aan voedsel per maand (zonder uit te eten) wat iets minder is dan viermaal Rhinehart's Soylent kosten.
Op het moment van het verzenden van Soylent 1.0 in mei 2014 had Soylent opties om het product iedere week, of om de twee of vier weken geleverd te krijgen, maandelijks dan wel eenmalig.